# Lernu!

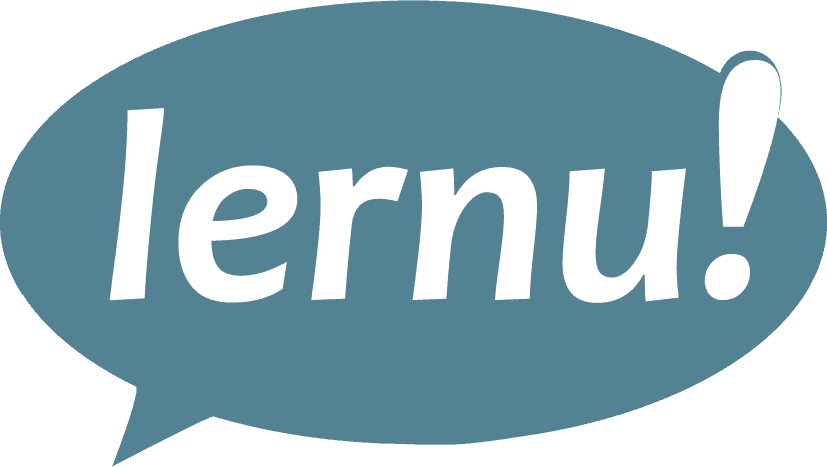
Logo der Webseite lernu!.

lernu! (auf Esperanto der Imperativ für: „lerne!“, „lernt!“) ist eine mehrsprachige Website zur Information über und Hilfestellung beim Lernen des Esperanto.

## Geschichte
Die Idee zu lernu! als Webseite entstand im April 2000 auf dem ersten Seminar von Esperanto@Interreto (E@I) in Stockholm. Im Juli 2002 erhielt das Projekt die Unterstützung der Stiftung Esperantic Studies Foundation. Der Webauftritt wurde am 21. Dezember 2002 veröffentlicht und wird seitdem von E@I gepflegt.
Parallel zum Webauftritt wurde mehrfach eine CD herausgegeben. Während der Jahre 2004 bis 2006 erschienen außerhalb des Internets verschiedene Versionen der Webseiten mit zusätzlichem Material: Musik, Programme und weitere Esperanto-Kurse. Die aktuelle Version wird in der Regel im Internet bereitgestellt, auf CD oder DVD erscheint sie mit einiger Verzögerung.
Die Webseiten sind in etwa dreißig Sprachen verfügbar und Lernende haben die Möglichkeit, sich mit Sprachhelfern in ihrer nationalen Sprache zu verständigen.
Außer vielen Kursen unterschiedlichen Niveaus werden auch erweiterte Dienste und Hilfsmittel bereitgestellt: Wörterbuch, Überblick der Grammatik, vorgelesene Geschichten mit Bildern, Vorstellung von Esperanto, Chat, Bibliothek mit Büchern, Musik und Filmen. Außerdem findet man Spiele, verschiedene Foren und Nachrichten aus der Esperanto-Bewegung.
Mitte 2007 wurden monatlich 1,3 Millionen Seitenaufrufe von 77.000 Besuchern erreicht.
Im Sommer 2016 erfolgte ein Relaunch der Website, bei dem insbesondere das Kursmaterial und das mehrsprachige Webforum erneuert und ein responsives Weblayout zur Nutzung über mobile Endgeräte eingeführt wurden.